# CPC Corporation FC
Der CPC Corporation Football Club ist eine Fußballwerksmannschaft der CPC Corporation aus Kaohsiung in Taiwan. Die Mannschaft spielte 2021 in der ersten Liga, der Taiwan Football Premier League.

## Geschichte
Der Verein wurde 2020 gegründet. Der Name leitet sich aus dem Hauptsponsor CPC Corporation ab. Der Verein startete in der zweiten Liga, der Taiwan Second Division. Hier wurde man Meister und stieg in die erste Liga auf. In der ersten Erstligasaison belegte man einen sechsten Tabellenplatz. Vor Beginn der Saison 2022 zog sich die Mannschaft auf unbestimmte Zeit vom Spielbetrieb zurück.

## Erfolge
- Taiwan Second Division: 2020  ▲

## Stadion
Der Verein hat kein Heimspielstadion und nutzt daher verschiedene Stadien des Landes.

## Saisonplatzierung
| Saison | Liga                           | Level | Platz |
| ------ | ------------------------------ | ----- | ----- |
| 2020   | Taiwan Second Division         | 2     | 1. ▲  |
| 2021   | Taiwan Football Premier League | 1     | 6.    |

## Trainerchronik
Stand: Juni 2022
| Trainer       | Nation | von          | bis |
| ------------- | ------ | ------------ | --- |
| Zhong Jian-Wu | Taiwan | 1. Juli 2020 |     |